# Crassula pseudhemisphaerica
Crassula pseudhemisphaerica là một loài thực vật có hoa trong họ Crassulaceae. Loài này được Friedrich miêu tả khoa học đầu tiên năm 1960.